# Cercié
Cercié település Franciaországban, Rhône megyében. Lakosainak száma 1135 fő (2022. január 1.). Cercié Villié-Morgon, Quincié-en-Beaujolais, Régnié-Durette, Saint-Lager és Belleville-en-Beaujolais községekkel határos.

## Népesség
A település népességének változása:
| Lakosok száma | 1130 | 1120 | 1142 | 1128 | 1133 | 1138 | 1135 | 1138 | 1135 |
|               | 2013 | 2015 | 2016 | 2017 | 2018 | 2019 | 2020 | 2021 | 2022 |